# DDR2 SDRAM

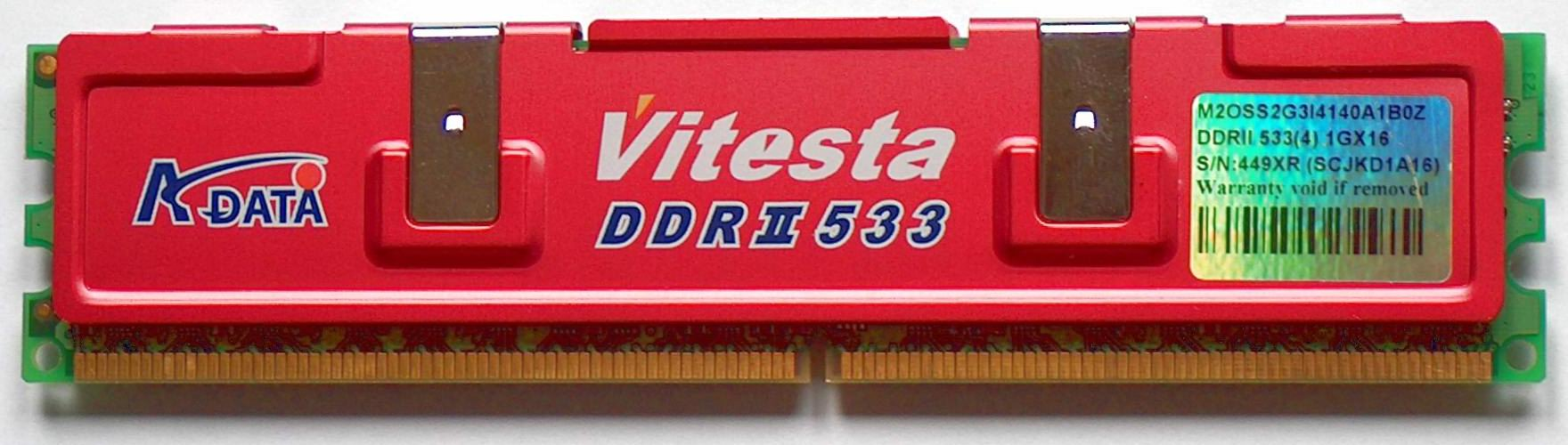
一條附散熱片的1GB DDR2 SDRAM

第二代双倍数据率同步動態隨機存取記憶體（英語：Double-Data-Rate Two Synchronous Dynamic Random Access Memory，一般稱為），是一種電腦記憶體規格。它屬於SDRAM家族的記憶體產品，提供相較於DDR SDRAM更高的運行效能與更低的電壓，是DDR SDRAM（双倍数据率同步動態隨機存取記憶體）的後繼者。
JEDEC设立DDR存储器的速度規範，分为两个部分：按内存芯片分类和按内存模块分类。

## 概述
像所有的SDRAM实现方法一样，DDR2 SDRAM有一个同步接口，在响应控制输入前会等待一个时钟信号，这样就能和计算机的系统总线同步。像之前的DDR，DDR2 I/O 缓冲器在时钟信号的上升沿和下降沿都传输数据（一种叫做"double pumping"的技术）。DDR和DDR2的关键区别是：DDR2内存单元的核心频率是等效频率的1/4（而不是1/2）。这需要一个4-bit-deep的预取队列，在不改变内存单元本身的情况下，DDR2能有效地达到DDR数据传输速度的两倍。
DDR2的等效频率由于电气接口的改进（包括on-die termination, prefetch buffers 和 off-chip drivers）而大增。然而，CAS等待时间却增长。DDR2预读取是4位，而DDR预读取是2位，DDR3预读取是8位。DDR SDRAM一般是2到3个总线周期的读取等待时间，而DDR2一般是4到6个总线周期的读取等待时间。
另外，增加的带宽需要更高的总线速度，需要用BGA封装以维持信号的完整，相比于先前采用TSSOP封装技术生产的DDR SDRAM和SDR SDRAM更昂贵且更困难，導致成本上升。
节能得以实现主要是由于生产过程中的製程工藝進步使晶片縮小，可以使用更低的工作电压（从DDR的2.5V到DDR2的1.8V）。在只需要低傳輸率的應用時，DDR2相比DDR可以用更低的頻率就可以達到所需傳輸率，也可以降低功耗。
根据JEDEC建议的最高电压是1.9V，并且建议需要内存稳定使用的环境绝不能超过此值（例如服务器或其他任务关键设备）。此外，JEDEC规定内存模块必须在受到永久损害前承受2.3V的电压（虽然它们可能正常工作时并不在此电压）。

## 规范标准

### 芯片和模块
| 標準名稱  | I/O 匯流排時脈 (MHz) | 週期 (ns) | 記憶體時脈 (MHz) | 數據速率 (MT/s) | 傳輸方式 | 模組名稱          | 位元寬 (位元) | 極限傳輸率 (GB/s) |
| DDR2-400  | 200                  | 10        | 100              | 400             | 並列傳輸 | PC2-3200          | 64            | 3.2               |
| DDR2-533  | 266                  | 7.5       | 133              | 533             | 並列傳輸 | PC2-4200 PC2-4300 | 64            | 4.3               |
| DDR2-667  | 333                  | 6         | 166              | 667             | 並列傳輸 | PC2-5300 PC2-5400 | 64            | 5.3               |
| DDR2-800  | 400                  | 5         | 200              | 800             | 並列傳輸 | PC2-6400          | 64            | 6.4               |
| DDR2-1066 | 533                  | 3.75      | 266              | 1066            | 並列傳輸 | PC2-8500 PC2-8600 | 64            | 8.5               |

市售的DDR2-SDRAM已能達到DDR2-1200，但必須在高電壓下運作，以維持其穩定性。

## 历史
2003年第二季，推出两种频率的DDR2内存：内部时钟频率分别为200MHz（PC2-3200）和266MHZ（PC2-4200）。它们在延迟方面的表现不如DDR内存，使得总访问时间更长。同時，DDR的时钟频率已經可以超過200MHz（400MT/s），DDR2在此時並沒有優勢。更高性能的DDR芯片虽存在，但是JEDEC表示不会将其标准化。
2004年底由于模块可以到达更低的延迟，DDR2相比DDR变得具有竞争力。

## 向后兼容

桌上型電腦所使用之DDR、DDR2 以及DDR3 記憶體的差異

DDR2 DIMMs没有被设计成与DDR DIMMs向后兼容。DDR2 DIMMs的凹口位置与DDR DIMMs不同，用于台式机的内存针脚数DDR2有240针，高于DDR的184针。用于笔记本电脑的DDR和DDR2皆為200针，但是DDR凹口的位置与DDR2有微小的不同。
高性能的DDR2 DIMMs与低性能的DDR2 DIMMs是兼容的但是混用高性能的内存只能以低性能内存的频率工作。在系统中，更高性能的总线与低性能的DDR2内存结合，则最终性能由低性能的内存决定；然而在许多系统中这种性能损失可以通过设置内存计时以致更低的延时来减缓。

## DDR2L
低電壓、低功率規格，通常用於筆記型電腦、路由器、交換機等設備上。以Acer、ASUS電腦為例，使用南亞科技的模組，少數高階機種使用威剛科技的模組。

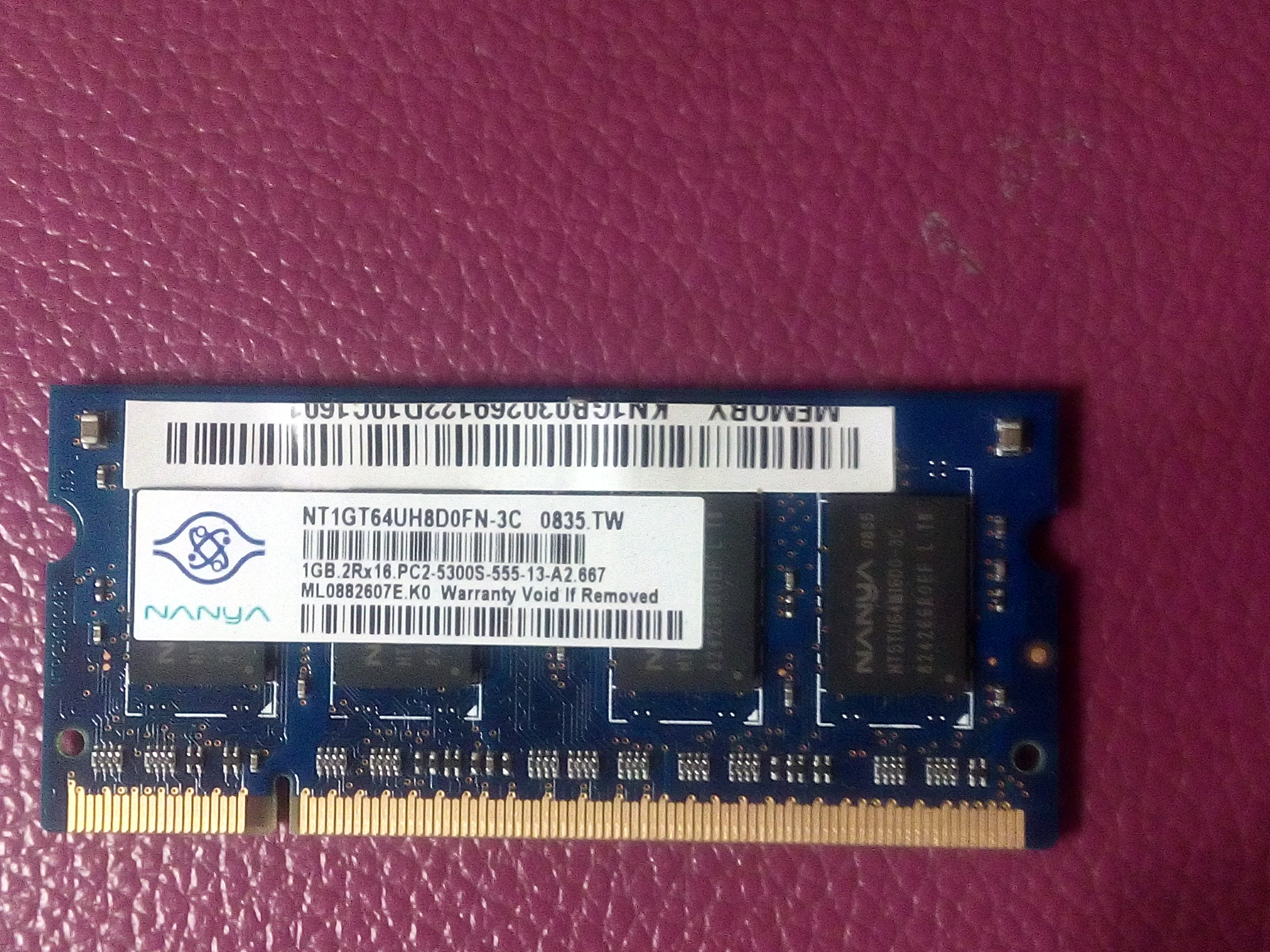
南亞科DDR2L SO-DIMM

## 延伸阅读
- JEDEC standard: DDR2 SDRAM Specification（页面存档备份，存于） (JESD79-2F, November 2009)
- JEDEC standard: DDR2-1066（页面存档备份，存于）
- (PDF). JEDEC Solid State Technology Association. 2008-10  [2008-12-26]. （原始内容存档 (PDF)于2019-09-24）.
- Razak Mohammed Ali.  (PDF). Electronic Engineering Times.   [2011-04-12]. （原始内容 (PDF)存档于2007-09-26）.

## 外部連結
- JEDEC website（页面存档备份，存于）
- Overview of DDR-II technology
- QBM的介紹（英文）